# Cecilie Løveid

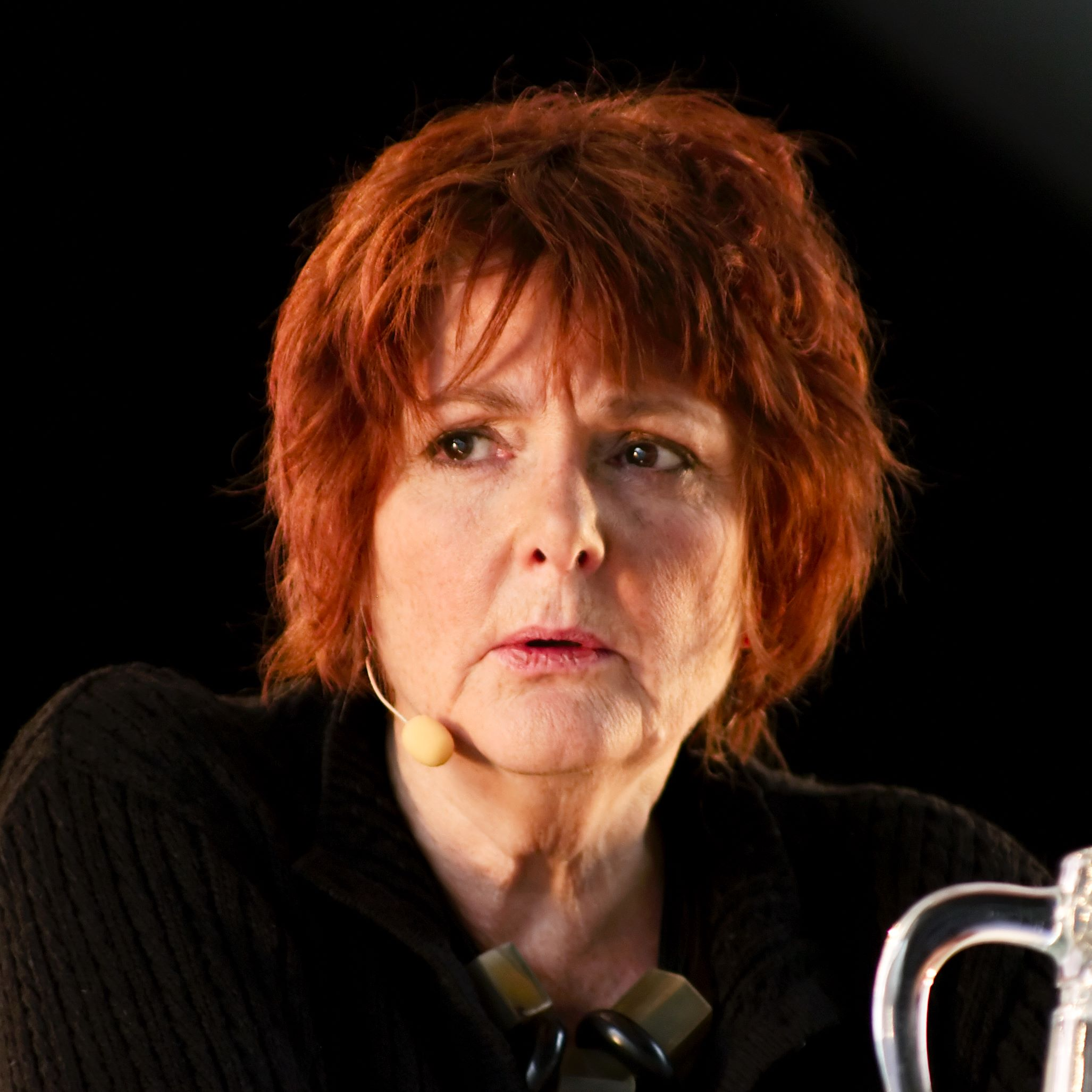
Cecilie Løveid auf dem Osloer Buchfestival 2011

Cecilie Løveid (* 21. August 1951 in Eidsberg, Provinz Østfold) ist eine norwegische Dramatikerin und Lyrikerin.
Cecilie Løveid absolvierte die Kunst- og håndverkskolen und hat außerdem Theaterwissenschaften studiert. Sie wird zu den wichtigsten Dramatikerinnen der 1980er- und 1990er-Jahre gezählt. Die meisten ihrer Stücke wurden übersetzt.
Løveid bevorzugt in ihrem Werk eine assoziative Darstellungstechnik.

## Werkauswahl
- Most, Roman (1972)
- Alltid skyer over Askøy, Roman (1976)
- Sug, Roman (1979; deutsch Sog oder das Meer unter den Brettern)
- Måkespisere, Hörspiel (1983; deutsch Die Möwenesser)
- Dame mit Hermelin (deutsche Auswahl; 1986; Prosa, Gedichte, Hörspiele)

### Dramen
- Vinteren revner (1983)
- Dobbel nytelse (1988)
- Reise med båt uten båt –  Musikdrama (1989)
- Da-Ba-Da – danseforestilling (1990)
- Badehuset – Performance (1990)
- Tiden mellom tidene eller Paradisprosjektet –  Schauspiel (1991)
- Barock Friise eller Kjærligheten er en større labyrint – Schauspiel (1993) (basierend auf dem Leben der Cille Gad)
- Konsekvens –  danseforestilling (1993)
- Maria Q –  Schauspiel (1994)
- Rhindøtrene –  Schauspiel (1996)
- Østerrike – Schauspiel (1998)
- Sapfokjolen, eller Det hvite smykket som opphever mørket – Hörspiel (1998)
- Kattejomfruen – Schauspiel (2001)
- Visning – Schauspiel (2005)

## Auszeichnungen
- 1984: Aschehoug-Literaturpreis
- 2016: Heddaprisen in der Kategorie „Bester Bühnentext“
- 2017: Brageprisen für Vandreutstillinger (Lyrik)